# Oprøret i Syrien (2024)
Oprøret i Syrien i 2024 er en koalition, bestående af syriske oppositionsgrupper og deres allierede tyrkiskstøttede grupper, blev den 27. november 2024 indkaldt til at påbegynde en offensiv mod syriske styrker i Idlib, Aleppo og Hama i Syrien.
Den 29. november 2024 indtog HTS og de syriske demokratiske styrker byen Aleppo - midt i sammenbruddet af de regeringsvenlige styrker. Den næste dag gjorde oppositionsstyrkerne hurtige indtog, erobrede dusinvis af byer, og kom nærmere Hama i det centrale Syrien, hvilket resulterede i, at byen blev erobret den 5. december.
Hayat Tahrir al-Sham, HTS, tidligere tilknyttet al Qaeda, har nu taget magten. HTS anses for en islamistisk  terrorbevægelse af USA og andre lande. 

## Analyse
Hizbollah, der var en vigtig allierede til den syriske regering under borgerkrigen i Syrien, blev alvorligt svækket som følge af krigen mod Israel. Hassan Nasrallah og mange af Hizbollahs militære ledere blev dræbt, heriblandt også tilbagestationering af Hizbollah-krigere fra Syrien til Libanon, efterlod stor svækkelse. På grund af det russiske militærs tilstedeværelse i Ukraine, og Iran var under massiv pres, skabte det en mulighed for oprørsgrupperne til at påbegynde en offensiv mod den syriske regering.